# Кубанка (Україна)
Куба́нка — село Красносільської сільської громади в Одеському районі Одеської області, Україна. Населення становить 582 осіб.

## Історія

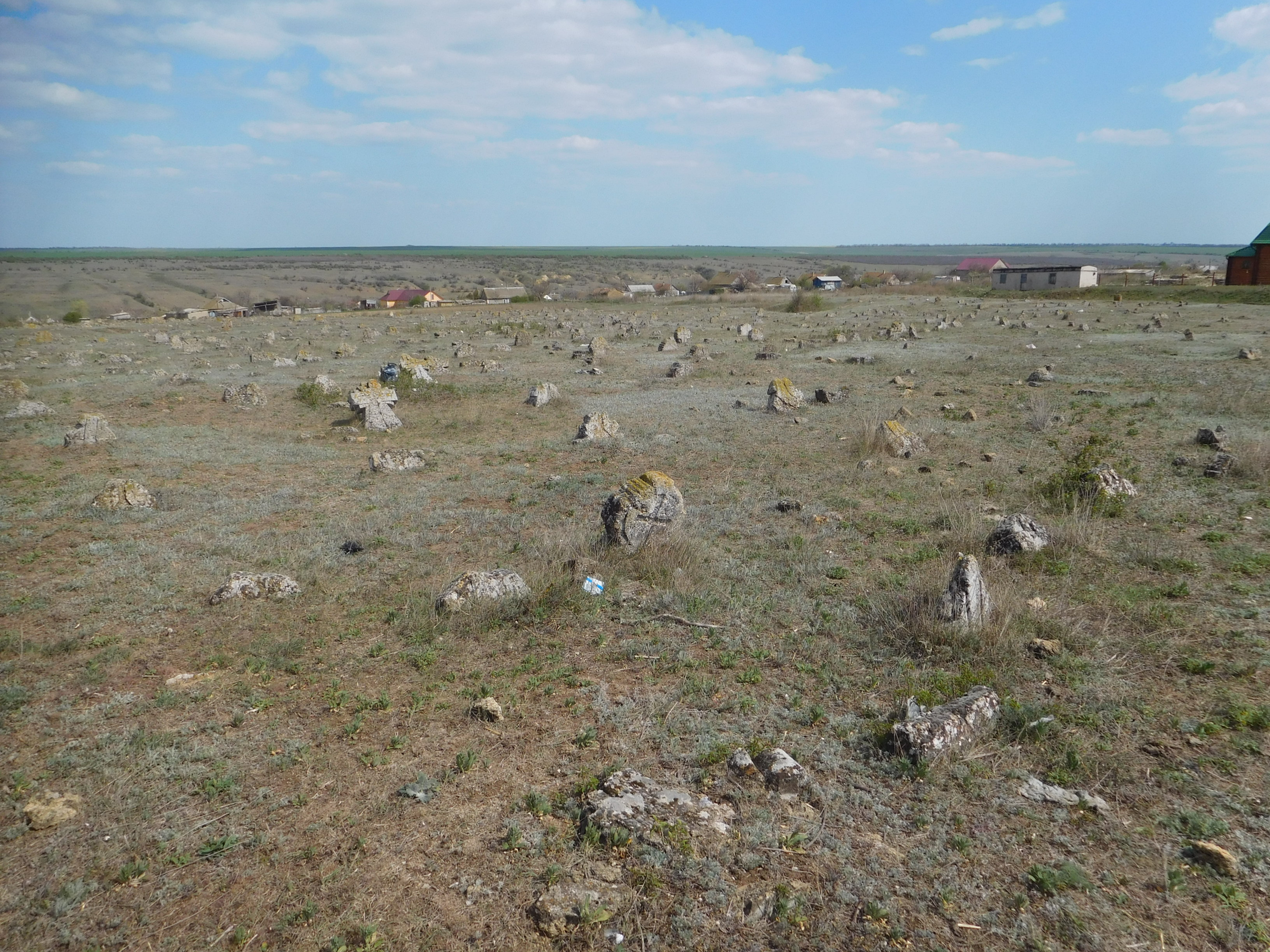
занедбаний старий цвинтар перших поселенців

Станом на 1886 у німецькій колонії, центрі Кубанської волості Одеського повіту Херсонської губернії, мешкало 2058 осіб, налічувалось 254 дворових господарства, існували православна церква, школа, школа та 5 лавок.

## Населення

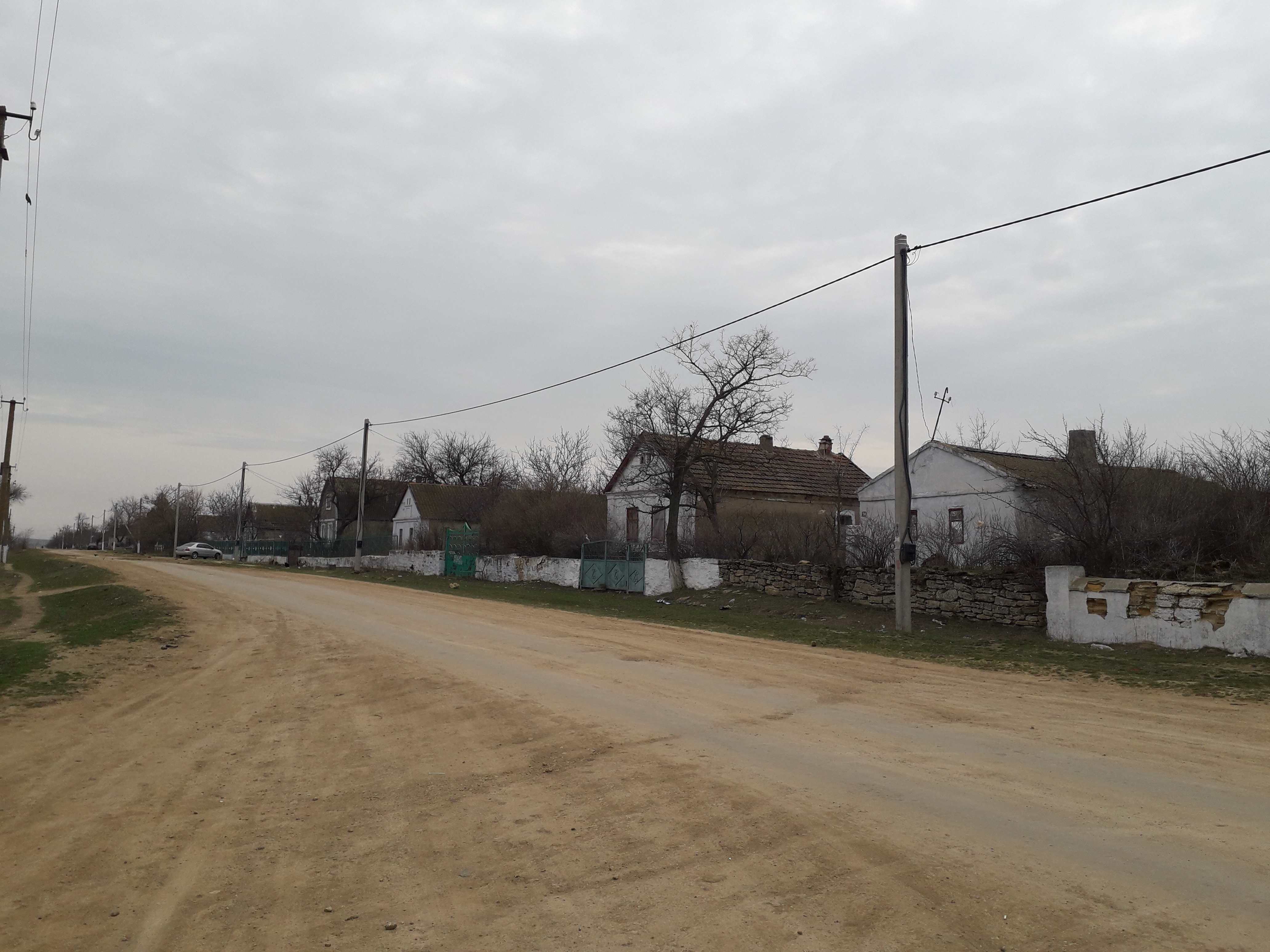
Центральна вулиця села

Згідно з переписом УРСР 1989 року чисельність наявного населення села становила 746 осіб, з яких 349 чоловіків та 397 жінок.
За переписом населення України 2001 року в селі мешкали 582 особи.

### Мова
Розподіл населення за рідною мовою за даними перепису 2001 року:
| Мова       | Відсоток |
| ---------- | -------- |
| українська | 60,31 %  |
| болгарська | 17,18 %  |
| російська  | 17,01 %  |
| румунська  | 4,47 %   |
| білоруська | 0,34 %   |
| циганська  | 0,34 %   |
| вірменська | 0,17 %   |

## Уродженці
- Стефан Караджов (1858—1931) — болгарський фінансист.